# Strawberry Hill
Strawberry Hill è un'area del London Borough of Richmond upon Thames nei pressi di Twickenham. Si tratta di un insediamento suburbano situato a 16,7 km da Charing Cross, in direzione ovest sud-ovest. È costituito da un numero di vie residenziali incentrate intorno ad una piccola area commerciale, servita dalla stazione di Strawberry Hill. Il quartiere prende nome dalla villa costruita nel 1750 da Horace Walpole.

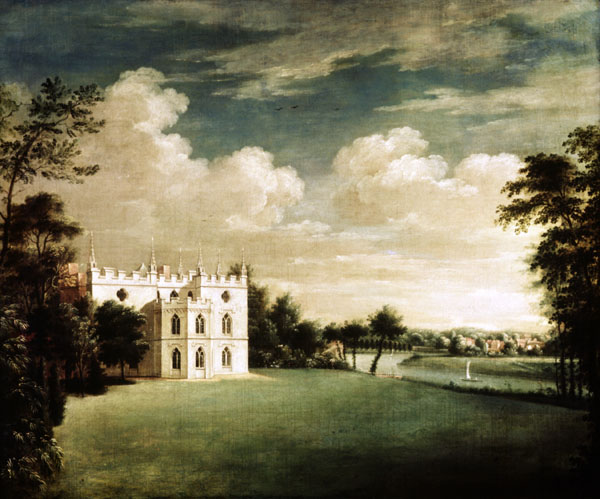
La villa di Strawberry Hill

In questa zona sorge la villa di Strawberry Hill che è considerata la prima realizzazione in stile neogotico in Inghilterra.

## Altre attrazioni
- Radnor Gardens
- Stazione ferroviaria di Strawberry Hill
- Università di St Mary's, Twickenham